# Woleai
Woleai también conocido como Oleai, es un atolón de coral de veintidós islas en las islas Carolinas orientales en el océano Pacífico, y forma un distrito legislativo en el estado de Yap en los Estados Federados de Micronesia. Está ubicado aproximadamente a 57 kilómetros (35 millas) al oeste-noroeste de Ifalik y 108 kilómetros (67 millas) al noreste de Eauripik. Woleai (también conocido como isla Falalap) es además el nombre de la mayor de las islas que constituyen el atolón, que se extiende al noreste.
La población del atolón era de 1081 en el 2000.